# Le Rayon U
Le Rayon U est une bande dessinée belge de fantasy et de science-fiction en un épisode, en couleur, créé par l'auteur Edgar P. Jacobs d'abord pour Bravo ! en 1943, avant d'être publié en noir et blanc en album à l'italienne par l'éditeur RTP en avril 1967.
En octobre 1967, en noir et blanc, il est à nouveau publié dans Phénix. L'auteur retravaillera au début des années 1970 les planches pour l'hebdomadaire belge Tintin no 18 du 30 avril 1974 — no 13 du 28 mai 1974 pour l'édition française — avant de le finir en album cartonné au format normal chez les éditeurs Lombard et Dargaud en octobre 1974.

## Description
Le Rayon U apparaît comme un ersatz de Flash Gordon.

### Synopsis
Les aventures d'une équipe d'explorateurs norlandiens recherchant de l'uradium, un nouveau minerai prometteur. Trompés par l'infâme Dagon, agent secret des services austradiens, ils devront affronter de multiples dangers avant de découvrir le minerai recherché…

### Personnages
Personnages principaux
- Lord Calder, explorateur
- Adji, serviteur de Lord Calder
- Professeur Marduk, chercheur, poursuit les travaux entrepris par Kellart Hollis sur l'uradium.
- Sylvia, assistante du professeur Marduk, fille de Kellart Hollis
- Major Walton, agent du contre-espionnage de Norlandie
- Sergent Mac Duff, adjoint du Major Walton
- Nazca, prince de la cité souterraine
- Ica, princesse de la cité souterraine, fiancée au prince Nazca
- Capitaine Dagon, agent secret des austradiens
- Le roi des hommes-singes et de la cité lacustre

Personnages secondaires
- Kellart Hollis, père de Sylvia, et découvreur du gisement de minerai d'uradium.
- Babylos III, empereur d'Austradie
- Colonel Argus, chef des services secrets d'Austradie
- Lieutenant Jim Harrison, pilote officiel de l'aéropile de la mission scientifique (assommé par Dagon avant de prendre les commandes de l'appareil)
- Le tyrannosaure, le serpent bleu, les ptérodactyles, le tigre à dents de sabre, la tribu des hommes-singes, le gardien du lac de la nuit...

### Lieux
L'histoire se déroule en Norlandie et Austradie, puis essentiellement dans une île de l'archipel des Iles Noires, dans la cité lacustre des hommes-singes, dans la cité souterraine du volcan Urakowa, et dans le temple de Puncha Taloc, dieu du feu souterrain.

### Clin d'œil
Cette aventure présente déjà l'ensemble des thèmes que l'on retrouvera dans la série des Blake et Mortimer, avec les ambiances colorées, les quêtes souterraines et certaines vignettes extrêmement proches d'autres qui apparaîtront dans Le Secret de l'Espadon, notamment autour des ailes volantes dont le mode de propulsion reste inconnu, des combats aériens et de certains paysages. On retrouve également des similitudes avec L'Énigme de l'Atlantide et Le Piège diabolique pour les paysages et animaux préhistoriques, ainsi que les différentes civilisations, leurs costumes et leurs architectures. 
Enfin les archétypes Jacobsiens sont déjà inventés tant dans leurs rôles que dans leurs traits physiques, avec le professeur barbu et intrépide, le chef blond moustachu typé anglais, le diabolique et aventureux officier espion ennemi, brun à fine moustache, ou le courageux et fidèle serviteur typé indien.
S'y trouvent en plus des rôles féminins voulus adultes dans les sentiments qu'elles éveillent chez le héros, mais qui devront dans Tintin passer à la trappe de la censure des albums pour la jeunesse.

## L'album

### La genèse
Edgar P. Jacobs créé Le Rayon U pour le journal Bravo ! en 1942. Après avoir conçu la suite des aventures de Flash Gordon dues à l'américain Alex Raymond, il est contraint d'arrêter cette série victime de la censure allemande pendant l'occupation de la Belgique. Publié initialement en couleur en page de garde dans l'hebdomadaire en février 1943, Le Rayon U est repris en noir et blanc au CABD de Bruxelles à l'initiative de l'éditeur A. Leborgne en 1966 et, l'année suivante, dans le no 5 de la revue Phénix grâce à Claude Le Gallo.
Les planches couleurs retravaillées dans la forme par l'auteur seront publiées dans Tintin no 18 du 30 avril 1974 (no 13 du 28 mai 1974 pour l'édition française). Six mois plus tard, il devient vite un album normal en couleur paru chez les éditeurs Lombard et Dargaud.

### Concept
On y découvre tous les décors, thèmes et personnages qui seront repris et développés dans les aventures de Blake et Mortimer, à l'exception des présences féminines que l'on trouve dans cet album.

### Influences
Le roman Le Monde Perdu écrit par Sir Arthur Conan Doyle est une source d'inspiration importante de l'album. Tout d'abord, le bestiaire des deux œuvres a de nombreux points communs : peuple d'homme-singes, ptérodactyles, dinosaures herbivores et carnivores ou encore serpent géant. On trouve également de nombreux éléments scénaristiques présents dans Le Monde Perdu : précipice franchi en abattant un arbre, héros échappant à un prédateur en tombant par inadvertance dans une chausse-trappe, déification d'un des héros par le peuple des hommes-singes, libération d'un indigène de haut rang prisonnier des hommes-singes, aide en retour de ce dernier.

## Suite
Le scénariste de bandes dessinées Jean Van Hamme donne en 2023 une suite à la BD Le Rayon U, illustrée par Christian Cailleaux et Étienne Schréder.
Ce nouvel opus est intitulé "La Flèche ardente".